# Інтернат № 49 імені Г. І. Россолімо
Інтернат № 49 імені Г. І. Россолімо (ДБУ «ЦССВ ім. Г. І. Россолімо») — інтернат для дітей-сиріт і дітей, які залишилися без піклування батьків, розташований в Москві. Заснований в 1873 році як притулок «Притулок Святої Марії», на початку XX століття послужив майданчиком для досліджень в області дитячої психопатології, що проводяться Г. І. Россолімо, з 1928 року носить його ім'я.

## Історія
«Притулок Святої Марії» був заснований в 1873 році стараннями відомої благодійниці Варвари Євграфовни Чортової (1805—1903) і вченого-педіатра, професора Московського університету М. О. Тольського (1832—1891). У притулок приймалися діти у віці від 5 років, що страждали недоумством, епілепсією та сліпотою, їх число поступово підвищувався і до 1907 року досягла 62 осіб. Заклад було благодійним та існував на приватні пожертвування.
З 1909 року організацією виховного та педагогічного процесу в притулку зайнявся невропатолог і дефектолог Григорій Іванович Россолімо (1860—1928). Під його керівництвом вихованців притулку поділили на дві групи. З першою групою, де були зібрані діти з імбецильністю і ідіотією, працювали доглядачка і кілька нянь, по досягненню 18 років діти з першої групи розподілялися по психіатричних лікарнях. Діти з дебильностью, об'єднані в другу групу, вчилися за спеціальною програмою, розробленою Россолимо Г. І. (він же написав для цієї програми допомоги), основою якої був продуктивну працю (проте викладалися і «загальноосвітні» предмети). Крім того, в притулку був створений спеціальний кабінет для обстеження вихованців з метою дослідження нервової системи дітей і психологічного дослідження з експериментального методу. Діяльність Россолімо у притулку високо оцінив відомий лікар і педагог В. П. Кащенко.
Після Жовтневої революції притулок став державним і перетворився в дитячий будинок № 13. У 1925—1952 рр. його директором була В. П. Князєва, що зуміла зберегти дореволюційні традиції і досягнення. У 1928 році установі було присвоєно ім'я Г. І. Россолімо. У 1949 році дитячий будинок № 13 переїхав з центру Москви в Ізмайлово, де були побудовані двоповерховий спальний корпус і побутові приміщення (вчилися діти в звичайній школі). У 1976 році дитячим будинок став спеціальної школою-інтернатом № 50 імені Г. І. Россолімо для дітей з олігофренією.

## У воєнні роки
У роки війни дитячий був тимчасово евакуйовано до Башкирії, але вже в 1945 році знову відкрився в Москві. Шефами були призначені Військова академія ім. Дзержинського, Міністерство чорної металургії, Міністерство електропромисловості. У 1949 році дитячий будинок № 13 з старої будівлі в центрі Москви переїхав в Ізмайлово. Було пристосоване будівлю школи, а полоненими німцями був побудований двоповерховий спальний корпус і побутові приміщення.

## Теперішній час
У 1996 році заклад був знову реорганізовано, перетворившись в школу-інтернат № 49 імені Г. І. Россолімо для дітей-сиріт із затримкою психічного розвитку. Старі будівлі школи поступово прийшли в непридатність, і в 2007 році спеціально для інтернату в мікрорайоні Кожухова був побудований новий комплекс, що складається з 3 житлових будівель, будівлі школи, адміністративного блоку, спортивного комплексу та медичного центру, з'єднаних скляною галереєю.
В даний час директором школи є заслужений учитель РФ Т. А. Тюріна. Діяльність педагогічного колективу школа спрямована як на ефективне навчання дітей (після закінчення 9-го класу учням видаються звичайні атестати про основну загальну освіту), так і на їх соціалізацію, зміцнення їх здоров'я, створення сприятливої для розвитку атмосфери, а також на медико-педагогічну діагностику і розробку ефективних методів корекційної роботи. Співробітники школи співпрацюють з науковцями кафедри дефектології МПДУ, школою розроблена і реалізується програма «постинтернатной супровід випускників», яка допомагає випускникам адаптуватися в сучасному світі.